# Hisham Suliman
Hisham Suliman  o  Hisham Soliman o Hisham Suleiman o Slmnham, (هشام فضل سليمان) o (הישאם סלימאן) (Nazareth, 28 de febrero de 1978) es un actor árabe-israelí. Es conocido por haber filmado Munich en 2005 con Steven Spielberg, Homeland en 2012 y Fauda, en 2015, con Lior Raz, en la cual  interpretó al personaje protagónico  Taofik Hamed Abu Ahmad. Suele hacer el rol de árabe. Está casado con la actriz Rahik Haj Yahi y tienen tres hijos. Es el fundador y director artístico del Teatro Fringe Ensemble de Nazareth, su lugar de residencia en Israel.

## Carrera
- Shtey dakot miparadis 2002 (como Amir).
- Gehalim Iohashot 2005 (Khaled).
- Yasmine tughani 2005 (Ziyad).
- Munich 2005 (guardia de Salameh).

L
- El traidor 2007.
- Ha-Chaim Ze Lo Ha-Kol (Ha-Technay) 2008 (como técnico).
- Just Another Day 2009.
- Before You Is the Sea 2011.
- Zaytoun 2012 (profesor).
- Homeland. The smile 2012 (conductor)
- Belén 2013 (Ibrahim)
- Betoolot 2014   The Sinking Woman (Abed)
- Fauda 2015 (Taofik Hamed Abu Ahmad)
- Wounded Land 2015.
- Good family 2015 (Rami).
- Junction 48 2016 (Sheikh).
- The Last Band in Lebanon  2016 (Gorge).
- Kvodo 2017 (Khaled Abu Salem).
- Medinah 2017 (Ahmed Al Mahdi).
- Eilat  2018 (Firas).
- Baghdad Central 2019 (Nidal).
- Bortført 2021 (Alí).